# Pikalj
Pikalj (en serbe cyrillique : Пикаљ; en albanais : Pikalë) est un village de l'est du Monténégro, dans la municipalité de Podgorica.

## Démographie

### Évolution historique de la population
| 1948 | 1953 | 1961 | 1971 | 1981 | 1991 | 2003 |
| ---- | ---- | ---- | ---- | ---- | ---- | ---- |
| 236  | 268  | 287  | 296  | 273  | 142  | 83   |